# 魏洪涛
魏洪涛（1963年5月—），男，河北藁城人，中华人民共和国政治人物，曾任中华人民共和国文化和旅游部党组成员，现任国家档案局副局长、中央档案馆副馆长。